# باول أمبروز
باول أمبروز هو معلم موسيقى وملحن كندي، ولد في 11 أكتوبر 1868، وتوفي في 1 يوليو 1941.

## وصلات خارجية
- باول أمبروز على موقع ميوزك برينز (الإنجليزية)
- باول أمبروز على موقع ديسكوغز (الإنجليزية)